# Lotta integrata
La lotta integrata è una pratica di difesa delle colture che prevede una drastica riduzione dell'uso di fitofarmaci mettendo in atto diversi accorgimenti. Tra i principali, si ricordano:
- l'uso di fitofarmaci poco o per niente tossici per l'uomo e per gli insetti utili;
- la lotta agli insetti dannosi tramite la confusione sessuale (uso di diffusori di feromoni);
- fitofarmaci selettivi (che eliminano solo alcuni insetti);
- fitofarmaci che possono essere facilmente denaturati dall'azione biochimica del terreno e dall'aria;
- la lotta agli insetti dannosi tramite le tecniche di autocidio, come la tecnica dell'insetto sterile (SIT);
- la previsione del verificarsi delle condizioni utili allo sviluppo dei parassiti, in modo da irrorare con fitofarmaci specifici solo in caso di effettivo pericolo di infezione e non ad intervalli fissi a scopo preventivo.
- la lotta agli insetti dannosi tramite l'inserimento di altri che siano loro predatori naturali e che non siano dannosi alle coltivazioni (lotta biologica);
- l'uso di varietà colturali maggiormente resistenti;
- l'uso della rotazione colturale;
- particolare attenzione ed eliminazione di piante infette.

I limiti della lotta integrata sono costituiti dai maggiori costi di produzione, dalla necessità di una assistenza tecnica qualificata, e la obbiettiva difficoltà nel certificare il prodotto. La prima regione a creare un marchio di garanzia e tutela per i prodotti agroalimentari realizzati con tecniche di agricoltura integrata è  la Toscana con il marchio “Agriqualità” (creato con legge regionale N.25 del 1999).
La lotta integrata parte dalla consapevolezza che quando si interviene in un ecosistema si alterano le reti trofiche.
Sfrutta i fattori biotici e abiotici di regolazione interna agli ecosistemi a suo vantaggio e usa tutti gli strumenti possibili, non limitandosi quindi ai mezzi chimici (biologici, culturali, biotecnologici..).
Questo approccio è prevalentemente usato nella lotta contro gli insetti, ma si può estendere nella lotta contro tutti gli organismi dannosi (funghi, roditori..).
Il suo obiettivo è quello di mantenere l'organismo dannoso entro una soglia, limite oltre al quale l'organismo stesso crea danno economico (non vuole arrivare all'eradicazione, ma al contenimento).